# Goran Ugrin
Goran Ugrin (Sinj, 2. srpnja 1950.) hrvatski je televizijski i radijski producent: cijeli je radni vijek bio djelatnik Hrvatske radiotelevizije, a svojedobno je bio poznat i kao uspješan amaterski glazbenik – pjevač i gitarist. Dana 22. srpnja 2019. gradonačelnica Sinja Kristina Križanac imenovala ga je savjetnikom za kulturu na području Grada Sinja.

## Životopis
Goran Ugrin je u rodnome Sinju završio osnovnu školu i gimnaziju.
Kao mladić pjevao je u Gradskom mješovitom zboru i klapi iz koje je poslije nastala legendarna klapa Sinj te svirao električnu gitaru u vokalno-instrumentalnom sastavu "Alkari". Godine 1970. odlazi u Zagreb gdje na Filozofskom fakultetu upisuje studij arheologije i povijesti, ali u ljetnim mjesecima i dalje s velikim entuzijazmom pjeva u klapi.
U rujnu 1974. biva angažiran kao organizator u Proizvodnji tadašnje Radiotelevizije Zagreb: od tada pa do umirovljenja 2014. Goran Ugrin je kao izvršni producent predano doprinosio ostvarenju televizijskoga i radijskoga programa. Dotadašnje amatersko glazbeno iskustvo koristilo mu je u produkcijama mnogih zabavnih televizijskih emisija, TV serija i drama u čijoj je realizaciji uspješno surađivao s kolegama urednicima te poznatim hrvatskim kazališnim i televizijskim redateljima, primjerice Mariom Bogliunijem, Milanom Grgićem, Zvonimirom Bajsićem, Mladenom Raukarom, Vančom Kljakovićem i Vladimirom Gerićem.
Kao producent i/ili glavni producent bio je odgovoran za realizaciju mnogih dječjih emisija ("Spretno-sretno", "Patuljci pojma nemaju" i dr.), prijenose značajnih sportskih događaja – primjerice Europskog prvenstva u košarci 1975., XIV. Zimskih olimpijskih igrara u Sarajevu 1984., Ljetne univerzijade u Zagrebu 1987. i Europskoga prvenstva u atletici u Splitu 1990. – te drugih značajnih događaja poput Pjesme Eurovizije u Zagrebu (1990.) i Dublinu (1997.), dodjela hrvatske diskografske nagrade Porin (njih ukupno 11) posjeta pape Ivana Pavla II. Hrvatskoj 1994. te EBU Folk Festivala u Opatiji 2011. godine. Na Hrvatskoj je radioteleviziji sve do umirovljenja radio različite, ali srodne producentske poslove pa je tako bio i glavni producent Hrvatskoga radija i Trećega programa HTV-a, odgovorni producent Mozaičkog i Zabavnog programa te izvršni producent Regionalnih programa HRT-a.
Kao dugogodišnji producent Redakcije narodne glazbe i običaja negdašnje Radiotelevizije Zagreb (današnje Hrvatske radiotelevizije), Goran Ugrin je uspješno surađivao Božom Potočnikom, utemeljiteljem i glavnim urednikom spomenute redakcije, ali i drugim autorima i suradnicima, primjerice Aleksejem Gotthardijem Pavlovskim te redateljima Igorom Michielijem i Dominikom Zenom s kojima je realizirao mnogobrojne antologijske televizijske emisije o hrvatskoj narodnoj tradiciji i kulturi. Također je iznimno zaslužan i za realizaciju mnogih uspjelih međunarodnih projekata, među kojima je svojedobno osobito zapažena bila produkcija Verdijeve Aide u suradnji s redateljem Krešimirom Dolenčićem 2003. godine u Pekingu.

## Nagrade i priznanja
- 1984. – posebna povelja XIV. Zimskih olimpijskih igara u Sarajevu
- 1994. – posebna medalja pape Ivana Pavla II. za produkciju "Dolazak Svetog oca u Hrvatsku" (medalju je uručio kardinal Franjo Kuharić)
- 2003. – zahvalnica gradonačelnika Pekinga za produkciju Verdijeve Aide
- 2006. – plaketa i medalja japanske Koncertne udruge »Min-On« (engl. Min-On Concert Association)
- 2012. – plaketa i zahvalnica Klape "Sinj" za dugogodišnju suradnju i pomoć u organizaciji svečanog koncerta "30 godina klape Sinj" u KD Vatroslava Lisinskog
- 2013. – zahvalnica ženske klape "Neverin" za promicanje klapske pisme, Kaštela: "Večeri dalmatinske pisme 2013."
- 2015. – statua Gospe Sinjske za zasluge u osnivanju i promicanju festivala Klape Gospi Sinjskoj u Sinju[15][16]

## Vanjske poveznice
- Goran Ugrin u internetskoj bazi filmova IMDb-u (engl.)
- Slobodna Dalmacija – Toni Paštar:  Sinjanin Goran Ugrin istražuje nepoznate civilizacije u Boliviji, Peruu i Gvatemali: ‘Tiwanaku je golema enigma...‘